# Aeroportul Alfonso Bonilla Aragón
Aeroportul Alfonso Bonilla Aragón (IATA: CLO, ICAO: SKCL) este un aeroport din Palmira⁠(d), Valle del Cauca⁠(d), Columbia ce deservește zona Santiago de Cali. Aeroportul a fost tranzitat în 2022 de 7.217.373 de pasageri. A fost deschis în 24 iulie 1971 și numit după Alfonso Bonilla Aragón⁠(d).
Situat la o altitudine de 964 m, aeroportul dispune de 1 pistă.

## Infrastructură

### Piste
Aeroportul dispune de o singură pistă. Pista 02/20 are suprafața de asfalt și dimensiunile 3.000 m × 45 m. 